# يوردان هريستوف
يوردان هريستوف (بالبلغارية: Йордан Христов)‏ (12 فبراير 1984 ببلوفديف في بلغاريا - ) هو لاعب كرة قدم بلغاري في مركز الدفاع. شارك مع منتخب بلغاريا لكرة القدم. أما مع النوادي، فقد لعب مع سبارتاك بلوفديف ونادي بوتيف بلوفديف ونادي ماريتسا بلوفديف.

## وصلات خارجية
- يوردان هريستوف على موقع قاعدة بيانات كرة القدم.إي يو (الإنجليزية)
- يوردان هريستوف على موقع ناشيونال فوتبول تيمز (الإنجليزية)
- يوردان هريستوف على موقع Soccerway.com (الإنجليزية)